# 科紐什基-圖利霍利夫斯基
49°36′54″N 23°36′51″E / 49.61500°N 23.61417°E
科紐什基-圖利霍利夫斯基（羅馬化：Koniushky-Tulyholivski）是烏克蘭西部的村莊，隸屬利維夫州的桑比爾區。該村始建於1524年，面積2.54平方公里，海拔高度276米，2024年人口260，人口密度每平方公里179.6人。